# バーナード・ウィリアムズ (哲学者)
バーナード・ウィリアムズ（Bernard Arthur Owen Williams、1929年9月21日 - 2003年6月10日）は、イギリスの道徳哲学者。
道徳的な決定に関する非個人的な要素を強調するカント主義や功利主義の倫理学の学説に反論を唱え、実践的な道徳生活は個人的な計画と関連していると論じた。

## 生涯
1929年にイングランド東部で公務員の息子として生まれる。チガウェル校を経て、1951年にオックスフォード大学のベリオール・カレッジを卒業した。
大学在学中にカナダで一年間の軍務につき、この時に後に結婚するシャーリーと出会っている。1951年にオックスフォード大学のオール・ソウルズ・カレッジの研究職を得てイングランドに戻り、1955年に結婚した。1959年から1964年まではロンドン大学のユニヴァーシティ・カレッジ・ロンドンで勤務し、同大学のベッドフォード・カレッジの哲学教授に就き、1967年から1987年までケンブリッジ大学で教鞭をとった。1988年に研究の拠点をアメリカに移し、カリフォルニア大学バークレー校に籍を置いた。ウィリアムズは王立委員会や政府委員会の委員としても活動している。2002年にケンブリッジ大学から博士号が授与され、2003年にローマで死去した。
1971年にイギリス学士院フェロー、1983年にアメリカ芸術科学アカデミー名誉会員に任ぜられ、翌年にはケンブリッジ大学フィッツウィリアム博物館の評議員（syndic）に就任し、後に同館の館長（chair）も務めた。1993年には王立文藝協会フェローに選出され、1999年にナイトとして叙任された。その他、イェール大学、ハーバード大学などから名誉博士号を授与されている。
1999年、多発性骨髄腫と診断される。2003年6月10日、休暇で訪れたローマで心不全により死亡。妻、息子二名、長女のレベッカを残した。ウィリアムズはローマで火葬された。

## 主要業績
- Morality: an introduction to ethics, Harper & Row, 1972.
- Problems of the self: philosophical papers, 1956-1972, Cambridge University Press, 1973.
- Descartes: the project of pure enquiry, Harvester Press , 1978.
- Moral luck: philosophical papers, 1973-1980, Cambridge University Press, 1981.
伊勢田哲治監訳『道徳的な運：哲学論集一九七三〜一九八〇』勁草書房、2019年
- Ethics and the limits of philosophy, Harvard University Press, 1985.
森際康友、下川潔訳『生き方について哲学は何が言えるか』産業図書、1993年／筑摩書房（ちくま学芸文庫）、2020年
- Shame and necessity, University of California Press, 1993.
- Making sense of humanity, and other philosophical papers, 1982-1993, Cambridge University Press, 1995.
- Plato, Routledge, 1999.
- Truth & truthfulness: an essay in genealogy, Princeton University Press, 2002.
- In the beginning was the deed: realism and moralism in political argument, Princeton University Press, 2005.
- Philosophy as a humanistic discipline, Princeton University Press, 2006.
- The sense of the past: essays in the history of philosophy, Princeton University Press, 2006.
- On opera, Yale University Press, 2006.

### 共著
- Utilitarianism: for and against, J. J. C Smart and Bernard Williams, Cambridge University Press, 1973.

### 編著
- British analytical philosophy, edited by Bernard Williams and Alan Montefiore, Routledge & Kegan Paul, 1966.
- Obscenity and film censorship: an abridgement of the Williams report, edited by Bernard Williams, Cambridge University Press, 1981.
- Utilitarianism and beyond, edited by Amartya Sen and Bernard Williams, Cambridge University Press, 1982.
アマルティア・セン共編、後藤玲子監訳『功利主義をのりこえて：経済学と哲学の倫理』ミネルヴァ書房、2019年